# Адоевщина (Саратовская область)
Адоевщина — село в Базарно-Карабулакском районе Саратовской области в составе городского поселения Свободинское муниципальное образование.

## География
Находится на расстоянии менее 5 км по прямой на восток от районного центра посёлка Базарный Карабулак.

## История
Официальная дата основания 1700 год.
По другим данным основано крестьянами князя А. Ю. Одоевского в 1711 году. До 2018 года входило в Хватовское муниципальное образование.

## Население
| 2002 | 2010 |
| ---- | ---- |
| 287  | ↘278 |

Постоянное население составляло 287 человек в 2002 году (русские 88 %), 278 — в 2010.

## Связь
Сотовая связь и высокоскоростной мобильный интернет стандарта 4G/LTE.